# Emmelichthyops atlanticus
Emmelichthyops atlanticus is een  straalvinnige vissensoort uit de familie van grombaarzen (Haemulidae). De wetenschappelijke naam van de soort is voor het eerst geldig gepubliceerd in 1945 door Schultz.